# 第2旅団 (キルギス国内軍)
第2旅団は、キルギス国内軍の旅団の1つ。

## 歴史
第2旅団の前身は、ソ連公共秩序警備省（後のソ連内務省）により創設された第30独立民警特殊大隊である。

### ソ連時代
- 1966年9月30日 - フルンゼ（現ビシュケク）市において、第30独立民警特殊大隊（軍部隊7702）編成
- 1969年 - 軍旗とソ連最高会議幹部会賞状を授与
- 1979年 - フルンゼ市において、公共秩序警備任務を遂行
- 1980年 - モスクワ・オリンピックの警備に参加
- 1987年 - ソ連国内軍司令官賞状を授与
- 1988年2月28日-29日 - ザカフカーズのスムガイト市の騒擾を鎮圧
- 1988年4月1日 - 駐屯地に帰還
- 1988年7月5日-6日 - 空路でナゴルノ・カラバフ自治州に入り、アゼルバイジャン人とアルメニア人間の武装衝突を防止
- 1988年9月 - エレバンに移動
- 1988年12月 - レニングラード市地震に災害派遣
- 1989年7月4日 - 大規模騒擾の発生したフェルガナ州に100人を派遣
- 1990年1月 - 第54民警特殊自動車化連隊に改編
- 1990年1月5日 - ソ連国内軍軍事会議の持ち回り赤旗を授与（今日まで保持）
- 1990年1月12日 - バクー市で戦闘任務を遂行
- 1990年6月5日 - オシ市、後にウズゲン市に投入

### キルギス時代
キルギス独立後、キルギス国内軍第2連隊に改称。
- 1993年 - 100人から成る大隊をタジク・アフガン国境に派遣
- 1999年8月-9月 - バトケン州で戦闘任務を遂行
- 2002年5月17日 - 第2旅団に改編

## 歴代指揮官
| 職名   | 就任年          | 氏名                 | 階級 |
| ------ | --------------- | -------------------- | ---- |
| 大隊長 | 1966年 -        | M.クリクノフ         | 少佐 |
| 大隊長 | 1969年 -        | V.ナセトキン         | 少佐 |
| 大隊長 | 1972年 -        | P.バクメンコ         | 中佐 |
| 大隊長 | 1979年 -        | R.ゲテミロフ         | 少佐 |
| 大隊長 | 1984年 -        | A.シャムケーエフ     | 少佐 |
| 連隊長 | 1992年 -        | E.ウィクティバエフ   | 中佐 |
| 連隊長 | 1994年 -        | M.バラムィシェフ     | 中佐 |
| 連隊長 | 1997年 -        | Sh.アブドゥルラエフ  | 大佐 |
| 連隊長 | 1998年 - 2001年 | D.サトゥヴァルダエフ | 大佐 |
| 旅団長 | 2002年 - 2004年 | R.エセンカノフ       | 大佐 |
| 旅団長 | 2004年 - 2007年 | G.トゥルガバエフ     | 大佐 |